# Years of Refusal
Years of Refusal é o nono álbum de estúdio do cantor inglês Morrissey, lançado em 2009.

## Gravação e Lançamento
A gravação do álbum começou no final de novembro e terminou no final de dezembro de 2007, em Los Angeles no Conway Recording Studios. A mixagem começou no início de fevereiro de 2008. Uma faixa suplementar para o álbum foi gravado no final de maio de acordo com o baterista Matt Walker. O tecladista Michael Farrell deixou a banda antes da realização do álbum, então Morrissey chamou Roger Manning para substituí-lo. Manning já tinha tocado no álbum de Morrissey de 2004, You Are the Quarry.
Originalmente Years of Refusal era para ser lançado em 15 de setembro de 2008 no Reino Unido e 16 de setembro de 2008 nos EUA. No entanto, a data de lançamento do álbum foi adiada até 2 de fevereiro de 2009, a pedido da Decca Britânica, pois assim Morrissey poderia ter tempo para contratar uma nova gravadora para distribuir o álbum nos EUA. Foi anunciado mais tarde que em 23 de fevereiro de 2009 seria a nova data de lançamento de Years of Refusal. Finalmente, em um comunicado de imprensa da Universal Music, foi anunciado que a data de lançamento definitiva para o álbum seria 16 de fevereiro de 2009 com o primeiro single, "I'm Throwing My Arms Around Paris", que precede o álbum uma semana antes, em 9 de fevereiro 2009.

## Recepção
| Críticas profissionais | Críticas profissionais |
| Pontuações agregadas   | Pontuações agregadas   |
| Fonte                  | Avaliação              |
| ---------------------- | ---------------------- |
| Metacritic             | 79/100                 |
| Avaliações da crítica  |                        |
| Fonte                  | Avaliação              |
| AllMusic               | link                   |
| The Guardian           | link                   |
| Mojo                   | link                   |
| NME                    | (8/10) link            |
| The Observer           | link                   |
| Pitchfork Media        | (8.1/10) link          |
| Q                      | link                   |
| Rolling Stone          | link                   |
| Spin Magazine          | link                   |
| Uncut                  | link                   |

Em 11 de dezembro de 2008, Morrissey, juntamente com o presidente da Polydor Ferdy Unger-Hamilton, apresentou Years of Refusal, em Londres, para um seleto grupo de jornalistas com uma audição especial do álbum em Pigalle Piccadilly's Club. As primeiras impressões do álbum foram bastante positivas.
As primeiras críticas do álbum sugerem um retorno à forma de You Are the Quarry. ClashMusic comentou que é "em uma palavra," brilhante" e que é difícil ouvir este álbum e não concluir que ele é um de seus melhores como artista solo".

## Faixas
| N.º            | Título                              | Compositor(es)          | Duração |  |
| 1.             | "Something Is Squeezing My Skull"   | Morrissey, Alain Whyte  | 2:38    |  |
| 2.             | "Mama Lay Softly on the Riverbed"   | Morrissey, Whyte        | 3:53    |  |
| 3.             | "Black Cloud"                       | Morrissey, Boz Boorer   | 2:48    |  |
| 4.             | "I'm Throwing My Arms Around Paris" | Morrissey, Boorer       | 2:31    |  |
| 5.             | "All You Need Is Me"                | Morrissey, Jesse Tobias | 3:13    |  |
| 6.             | "When Last I Spoke to Carol"        | Morrissey, Whyte        | 3:24    |  |
| 7.             | "That's How People Grow Up"         | Morrissey, Boorer       | 2:59    |  |
| 8.             | "One Day Goodbye Will Be Farewell"  | Morrissey, Boorer       | 2:57    |  |
| 9.             | "It's Not Your Birthday Anymore"    | Morrissey, Whyte        | 5:10    |  |
| 10.            | "You Were Good in Your Time"        | Morrissey, Whyte        | 5:01    |  |
| 11.            | "Sorry Doesn't Help"                | Morrissey, Tobias       | 4:03    |  |
| 12.            | "I'm OK by Myself"                  | Morrissey, Tobias       | 4:48    |  |
| Duração total: | Duração total:                      | Duração total:          | 43:25   |  |

| Faixas bônus iTunes U.S. |                                |                  |         |  |
| N.º                      | Título                         | Compositor(es)   | Duração |  |
| 13.                      | "Because of My Poor Education" | Morrissey, Whyte | 2:56    |  |
| 14.                      | "Shame Is the Name"            | Morrissey, Whyte | 3:49    |  |

Special Edition DVD
1. "Wrestle with Russell" (entrevista com Russell Brand)
2. "That's How People Grow Up" (apresentação ao vivo no Friday Night with Jonathan Ross)
3. "All You Need is Me" (apresentação ao vivo no Later... with Jools Holland)
4. "All You Need is Me" (vídeo promocional)

## Integrantes
- Morrissey – vocalista
- Boz Boorer – guitarrista
- Jesse Tobias – guitarista
- Solomon Walker – baixista
- Matt Walker – baterista
- Roger Joseph Manning Jr. – tecladista
- Michael Farrell – tecladista